# Aphalara hedini
Aphalara hedini är en insektsart som beskrevs av Günther Enderlein 1936. Aphalara hedini ingår i släktet Aphalara och familjen rundbladloppor. Inga underarter finns listade i Catalogue of Life.